# Pilopogon exasperatus
Pilopogon exasperatus là một loài Rêu trong họ Dicranaceae. Loài này được (Nees & Blume) Broth. miêu tả khoa học đầu tiên năm 1901.